# Archibonellia michaelseni
Archibonellia michaelseni is een lepelworm uit de familie Bonelliidae.
De wetenschappelijke naam van de soort werd in 1919 door Fischer gepubliceerd.